# Jacques Juliot
Pour les articles homonymes, voir Juliot.
Jacques Juliot dit l'Aisné était un sculpteur français du gothique tardif, qui fut actif à Troyes entre 1524 et 1562.

## Biographie
Il est d'une famille d'artistes qui est attestée à Troyes au XVIe siècle. Il habite le quartier de la Comporté, déjà actif en 1524, il est imposé de douze Livres tournois, il est une figure dominante dans les guildes de la ville. Il est à la tête des guildes des peintres, enlumineurs, tailleurs d'ymages, libraires, brodeurs  lors de l'entrée de la reine en la ville de Troyes en 1534. Il est marguillier en l'église Saint-Jacques-aux-nonnains puis à Saint-Urbain.
Il est surtout connu pour la réalisation du retable de l'Abbaye Notre-Dame de Larrivour.
Décédé en 1562 et repose avec sa femme en l'église Saint-Urbain. Dans les archives troyennes il en est vingt-et-un qui étaient recensés le 21 mai 1534 ; il est  possible de reconnaitre un Nicolas qui fut maçon, tailleur de pierre pour le jubé de la Magdeleine. Imbert Juliot qui travaillait au chantier de Fontainebleau en 1536, en 1550, à Saint-Martin-les-aires. Jacques, le jeune, qui eut un fils, Jacques dont la marraine était la femme de Jacques l'Aisné ; il était présent au chantier de Fontainebleau en 1540 et 50. Cette famille a été parfois assimilée à un atelier Juliot.

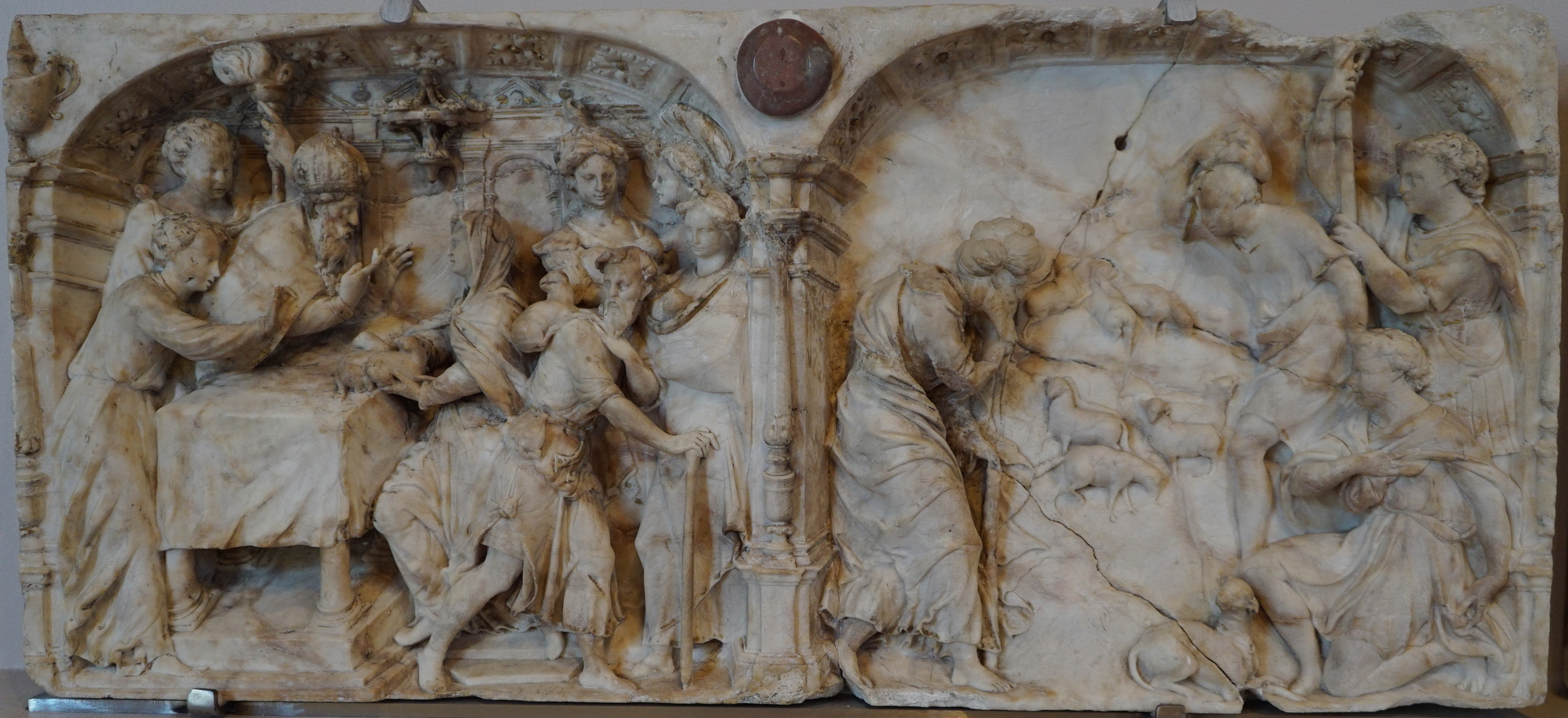
Joachim chassé du temple, se réfugie chez les bergers.
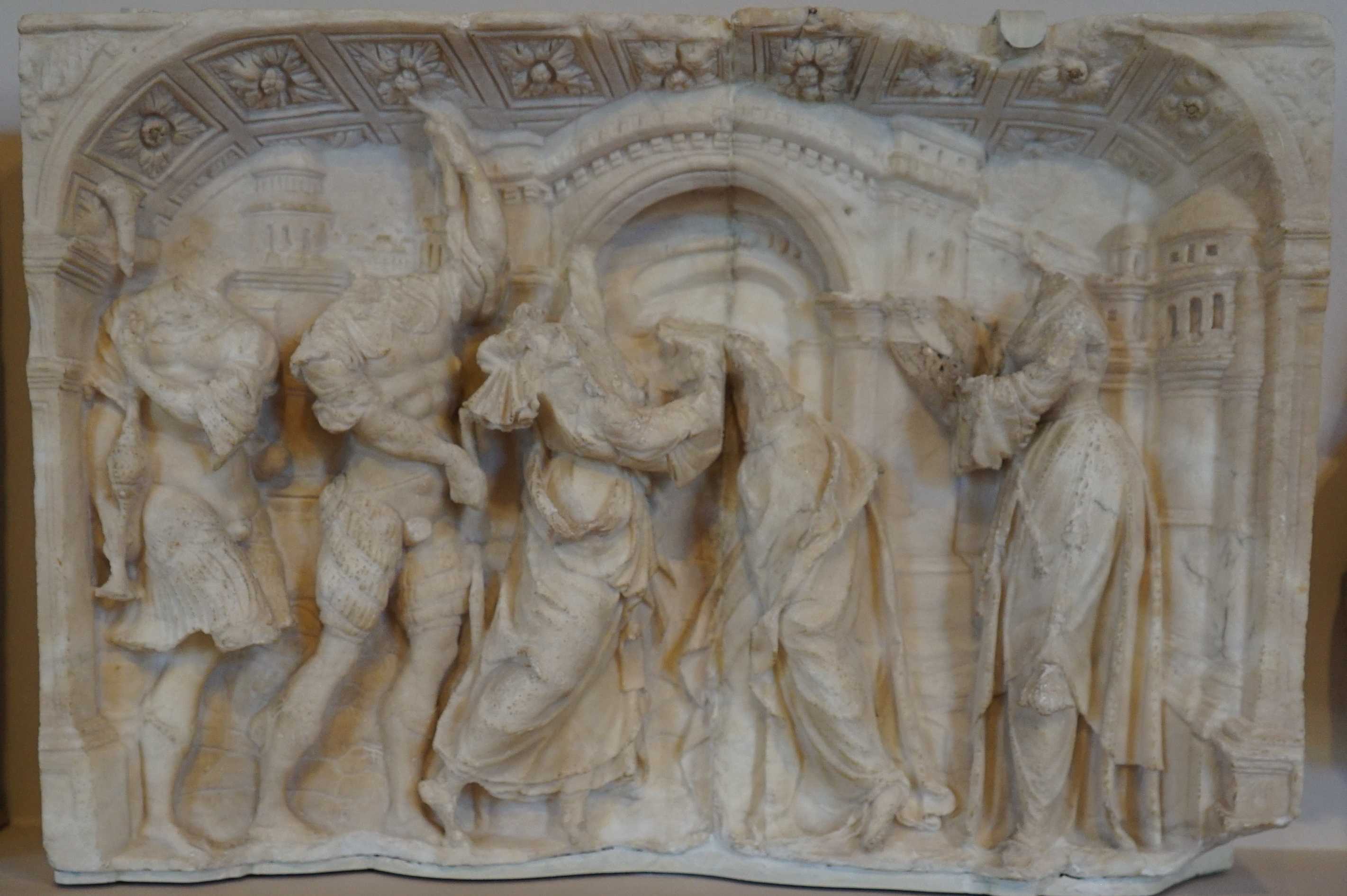
Rencontre à la porte dorée.
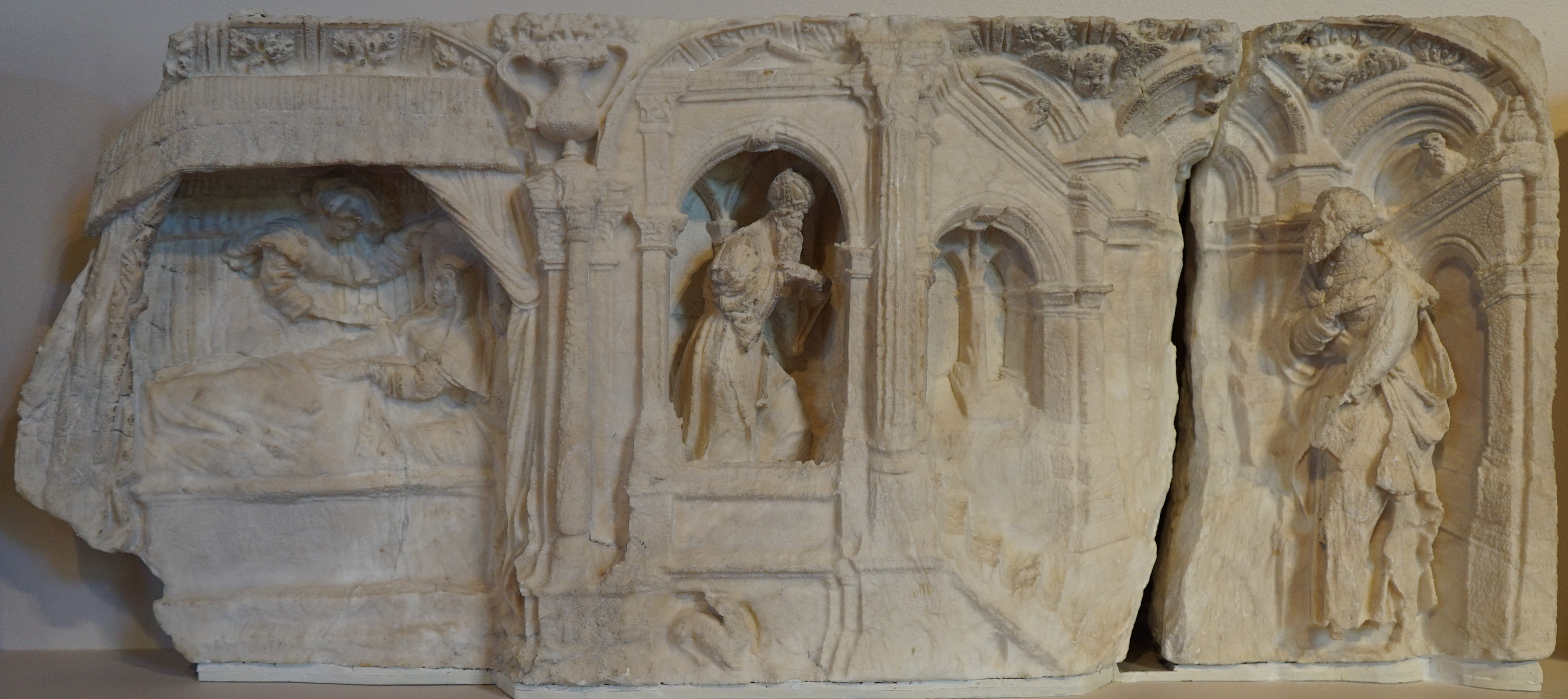
Naissance de Marie et présentation au temple.
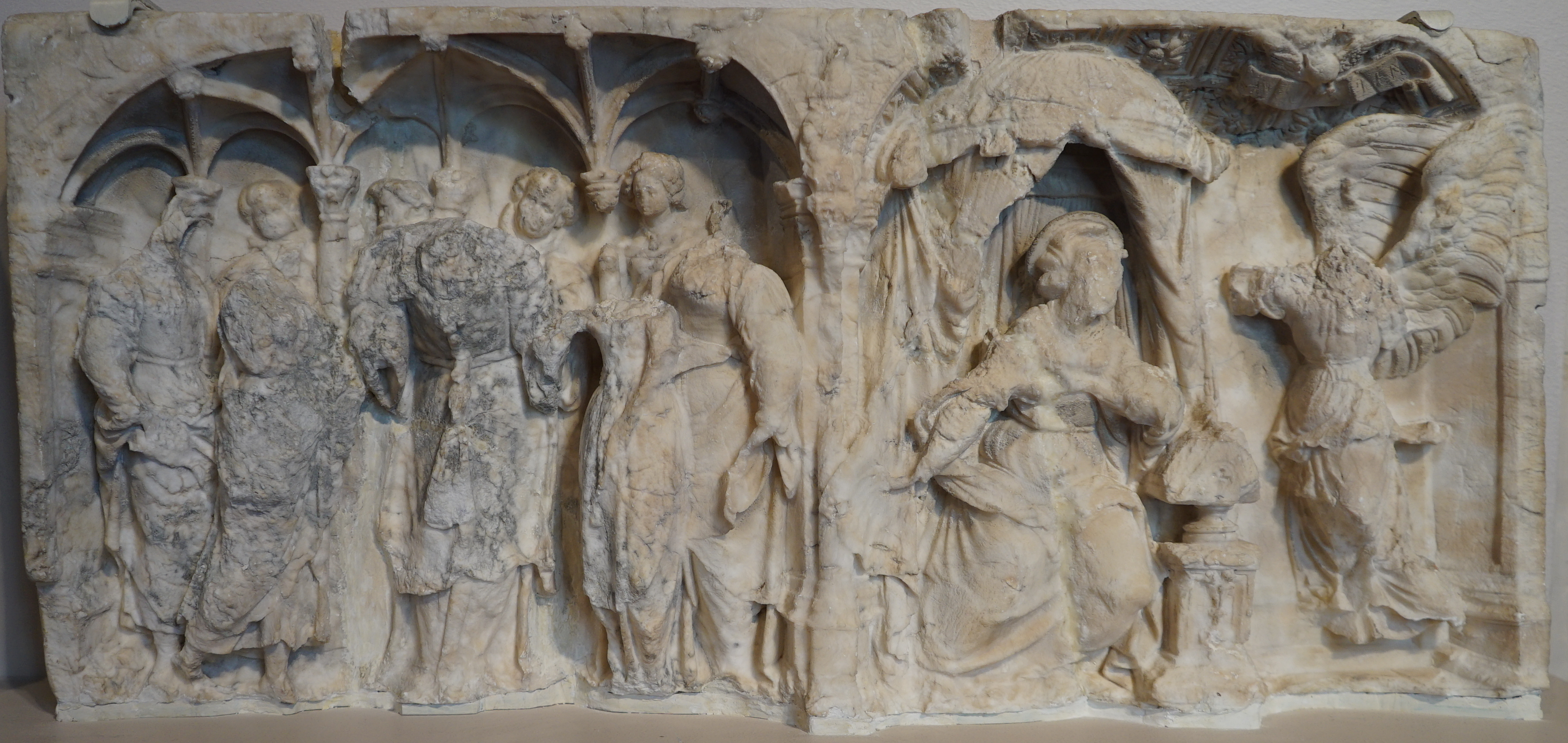
Mariage et annonciation à Marie.
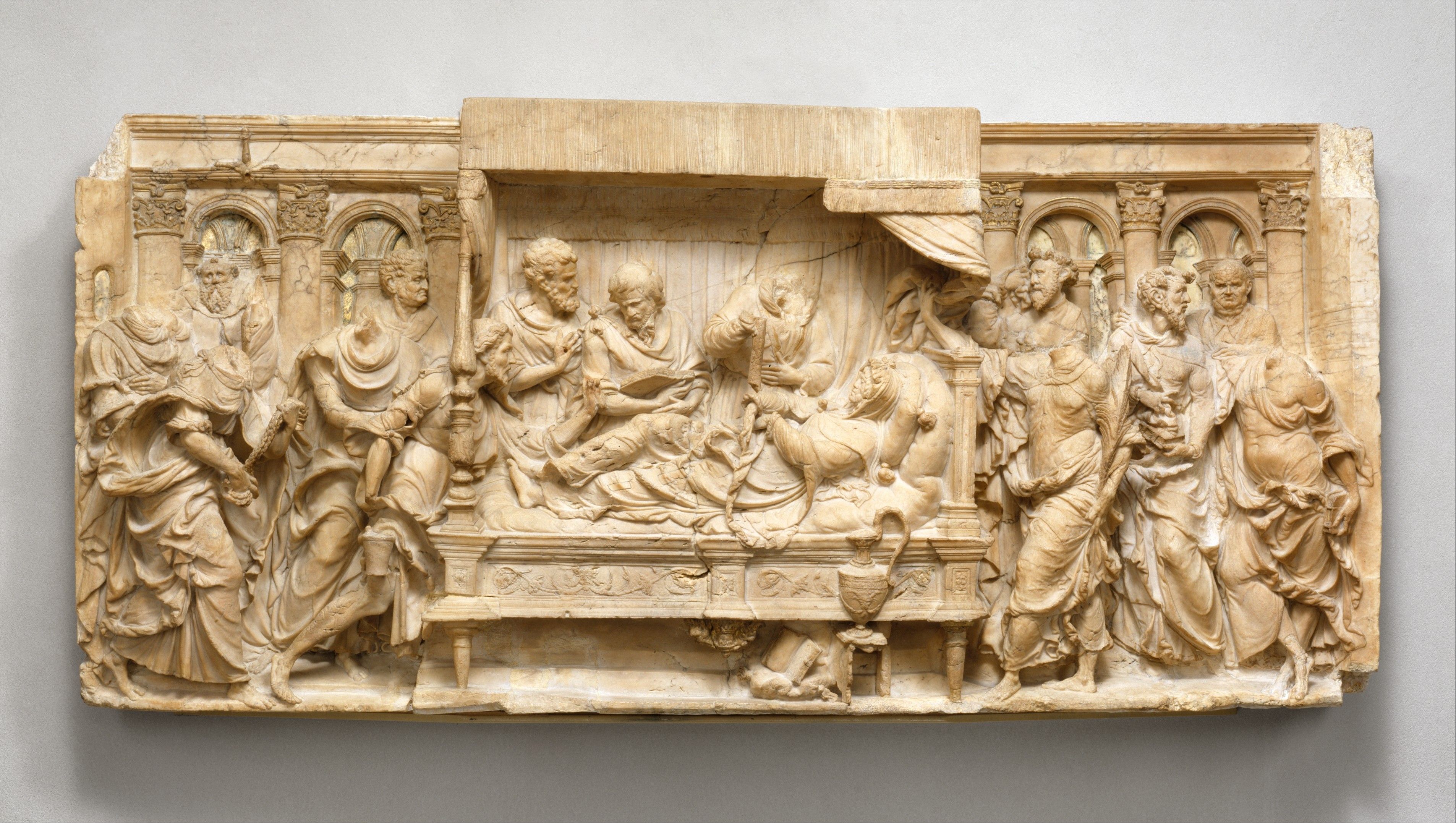
Dormition de la Vierge.

## Famille
Il fait partie d'une famille, déjà présente à Troyes depuis longtemps, que l'on peut relever sous les orthographes Julyot, Jullyot, Julliot, Jolyot, Gélot, Julleau...qui ne furent ymmagiers, sculpteurs ou autres métiers de décoration qu'à partir du XVIe siècle.

## Sources
- « Annuaire administratif et statistique du département de l'Aube 1856 pages 93 à 113; Jacques Juliot et les bas-reliefs de l'église St Jean de Troyes par Albert Babeau », sur gallica BNF (consulté le 10 octobre 2014)
- [Marion Boudon 1997] Marion Boudon, « L'imagier Jacques Juliot et le retable de l'abbaye de Larrivour », Bulletin de la Société de l'histoire de l'art français,‎ 1997 (ISSN 0301-4126, résumé).